# Priesterkruis ter Herinnering aan de Oorlog van 1812

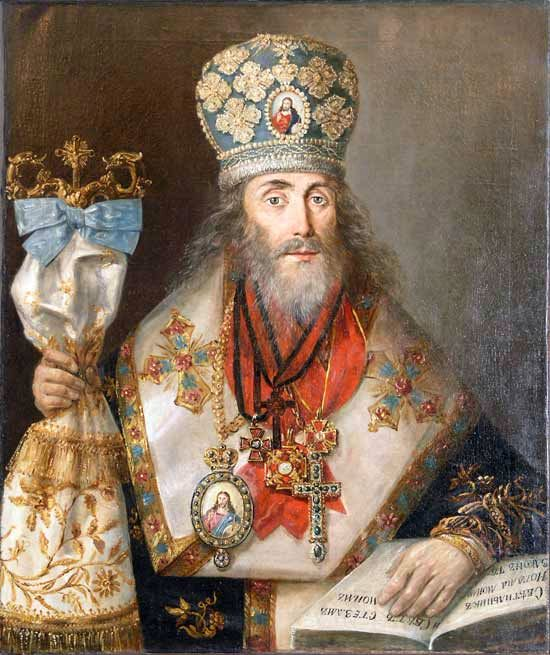
Aartsbisschop Jevgeni Kazantsev van Jaroslavl en Rostov (1778-1871) met het Priesterkruis ter Herinnering aan de Oorlog van 1812. Hij draagt het grootkruis in de Alexander Nevski-Orde aan een breed rood lint en ook het commandeurskruis in de Orde van Sint-Anna. In de hand houdt hij de doctorsstaf.

Het Priesterkruis ter Herinnering aan de Oorlog van 1812 (Russisch: "НАПЕРСНЫЙ КРЕСТ В ПАМЯТЬ ВОЙНЫ 1812 Г") werd op 30 augustus 1814 door tsaar Alexander I van Rusland ingesteld.
Het kruis was bestemd voor al die priesters van de Russisch-orthodoxe Kerk die voor 1 januari 1813 verbonden waren geweest aan de krijgsmacht die tegen Napoleon I en zijn West-Europese bondgenoten vocht. De Russisch-orthodoxe Kerk is een staatskerk en de tsaar had de priesters gebruikt voor het bevorderen van het moreel van zijn soldaten. Zo werd er voor een veldslag een vermeend wonderdoende icoon rondgedragen. De priesters waren ook belast met de gebruikelijke zielszorg en met begrafenissen. In 1816 werd bepaald dat ook de protestantse geestelijken het kruis zouden ontvangen. De eerste kruisen werden in 1818 uitgereikt en de laatste van de veertigduizend benoemingen vond in 1829 plaats. De verleende kruisen werden verstuurd aan de diocesane bisschoppen en metropolieten, zij hingen het kruis om de hals van de geestelijken. In 1912 bepaalde tsaar Nicolaas II van Rusland dat het kruis een erfelijke onderscheiding zou zijn. Dergelijke onderscheidingen kwamen in Rusland vaker voor en men vindt ze ook wel in Duitse staten. Het kruis mocht worden gedragen door priesters die afstammelingen in de rechte (mannelijke) lijn zijn van de indertijd gedecoreerde priesters. Daarbij moet men bedenken dat zowel de protestantse en de lagere orthodoxe geestelijken geen verplicht celibaat kennen.
Het langwerpige Latijnse kruis is van brons en is aan de voorzijde versierd met een stralenkrans en een alziend oog in het midden. Aan de onderkant van de inscriptie: "1812 ГОДЪ". Op de keerzijde staat "НЕ НАМЪ, НЕ НАМЪ, А ИМЕНИ ТВОЕМУ". Het alziend oog versiert ook de Herinneringsmedaille voor de Patriottische Oorlog van 1812 die aan de militairen werd uitgereikt.  
Het kruis is 76 millimeter lang en 32 millimeter breed. Het wordt gedragen aan het lint van de Orde van Sint-Vladimir. Dit lint is langer en smaller dan het lint dat door een commandeur in deze orde werd gedragen. 